# 居銮
居銮是马来西亚柔佛州中部的一个市镇，也是居銮县县府。「居銮」在马来语的原意是蝙蝠，因此也被称为「蝠城」。居銮位于柔佛州中心地带，座落在南峇山脚下，有明吉摩河穿过市中心，故有「南山銮水」之称。
居銮约于1910年开埠，是因铁道开通后开始发展的城镇，1915年正式宪告成立，曾计划成为柔佛州的行政中心。如今居銮已发展成为商业繁盛的城镇，有不少棕油厂集中于此，周围也有大片黄梨田和橡胶园环绕。市内设有机械与汽车修理装配厂、橡胶和木材加工厂、纺织厂、瓷砖制造厂及工艺制作等各类工业设施。此外，居銮近年来也积极发展生态旅游，拥有多个大型有机农场作为郊游景点。

## 名称
「居銮」的马来文名为Kluang，源自马来大狐蝠（马来语：keluang，学名：Pteropus vampyrus）。根据当地耆老的说法，以前当地的树木长得很高，很多蝙蝠栖息在树上，故而得名。但后来大树都被推倒，蝙蝠也就飞到南峇山（Gunung Lambak）去。1922年出版的《南洋时事汇刊》中，也有「距居銮南有六英里，一路林木丛杂，乳树更多，夹道成列，余日前乘自由车往十英里深处，见有古木甚多，极为繁密。其中树之大者，可数抱，枝干森然，如龙凤飞舞，是百余年前之大树也」的记载。
根据居銮独立文史研究者陈张文和考证，「Kluang」的中文名字首次出现，是在1913年9月6日的档案记录，是由一位名叫Ing Ong的华人申请在居銮火车站建立一座制砖厂所留下的。在他申请开办制砖厂的平面图，留有「居⿱䜌𬾕」的字眼。1914年4月1日，柔佛政府规划了31个单位的店屋，发出华文、爪夷文、英文三语之发卖通告，通告中出现了最早的「居鑾埠」字眼。:72-731917年至1918年间，新加坡中文报章《总汇新报》亦有把「Kluang」音译为「古老鶯」。1920年代始，新加坡中文报章《新国民日报》便已将「Kluang」称作「居鑾」。
1923年谭俚夫编《南洋埠名》则将「Kluang」地名记为「哥羅旺」和「新山五十四條石」。:38, 491924年由英籍行政官J. V. Cowgill所发表的〈柔佛中文地名〉则把「Kluang」记为「居鑾」。:232时至今日，「居鑾」之名也为大众所用。

## 历史
最初的居銮，本是另一地之地名，并非今日居銮之所在，而是有約3英里的差距。1909年7月1日，柔佛铁路（Johore State Railway，简称JSR）通车，全长105英里，自此标记明确的地理位置有了简易的方式，即该地与铁路起点新山之里程。今日之居銮市距离新山市54英里，记为JSR 54英里。而最初的居銮村，实际上在JSR 57英里处。早期兴建城镇取名的一项习惯，是以河名为城镇名。1911年，柔佛政府在JSR 54英里处规划了新的中部城市建设，在该城市建设火车站时，明吉摩河位于铁路东侧约1,230英尺，故城市理应取名为「明吉摩」。但由于建设JSR 54英里处为城市时，柔佛铁路已通车一年，而在JSR 50英里处的火车站已被取名为「明吉摩」，所以无法用在新城市。为免地名相混，柔佛政府便把JSR 54英里处，用了JSR 57英里的地名，称为「Kluang」，即为今日之居銮，并沿用至今。

### 开埠
居銮最早的出现，是在1907年由柔佛重臣传令官莫哈末沙列所绘制的柔佛地图上，当时居銮出现的地点却是位于美兰黛河（Sungai Melantai）和马来亚铁路交汇处。而在马来西亚国家档案局中，事关居銮最早的档案为1910年4月9日，共有两份，皆为Abdullah bin Moke Ariff申请土地的档案。两份档案清楚说明了当时的居銮位于JSR 57英里处，在柔佛铁道的左右两侧。:67陈张文和曾于2014年进行田野调查，发现在美兰黛河北岸和铁路交汇处，旧称确实为居銮村（Kampung Kluang）。但随着1950年代英国殖民政府为了对抗马共，将该村所有人迁离，原有的居銮村也就消失了。
1909年柔佛铁路通车之后，当时尚未有居銮火车站，而临近只有JSR 58英里的梁站，和JSR 50英里的明吉摩站，柔佛政府也没有提及任何在当地的中心车站和城镇的建设。1910年4月17日，R. F. Hawtrey对明吉摩火车站以北2英里的10,000依格地段提出土地申请，4月30日成功获批，并在5月21日缴交费用后开始生效。但在6月2日，柔佛政府有了建设东西横贯的公路的计划。6月16日Hawtrey被告知公路将会经过令金或明吉摩地区，但政府尚未和不想做任何保留地的决定。可是到了9月12日，Hawtrey又被告知他申请的部分地段将会被政府保留作为公共用途的沟通地区。10月27日，新加坡《海峡时报》刊登新闻正式提到，政府将在柔佛中部开辟一条东西横贯的公路，并会在明吉摩地区建设一座大型城市。1911年4月3日，柔佛公共工程局刊登工程招标通告，其中有在明吉摩的警察局和兵营、明吉摩的政府部门单位，以及峇株巴辖－明吉摩－丰盛港公路。:68-74
马来亚联邦铁路局得知柔佛政府打算在JSR 54英里处兴建一座城市，在1910年9月17日和柔佛政府协商对谈。柔佛政府同意在该城市建设火车站，两日后马来亚联邦铁路局也正式发函建议兴建火车站，但未对该新城市的名字有何建议，故仍称为明吉摩。之后地名和站名的矛盾出现，为了避免JSR 50英里和54英里都用同一个名称「明吉摩」，柔佛政府才把JSR 54英里处改称「居銮」。这项名称改动至迟在1912年就已完成，在当年3月2日柔佛公共工程局所刊登的工程招标广告中，其中便有了居銮－丰盛港河口（Kluang－Kuala Mersing）的公路工程。:71
在1912年12月底，居銮火车站相信已成型。当时麻坡的种植家Wallace和新加坡的L. Macphail由柔佛东岸向西探险，临近明吉摩河时正碰上大水灾无法渡河。在其他人的帮助下他们辗转来到了居銮火车站（Kluang station）的附近地点，而后搭火车返回新加坡。两位探险家不但记录了居銮火车站，也记录了居銮开埠以来的第一次大水灾。:71

### 发展
居銮初次宪告成立的日期和土地面积范围不明，陈张文和推算居銮正式成立在1913年之前，其行政层级为村（village）。约1912年开始，居銮的政府部门完成并开始运作。居銮最早的街场开始形成，是位于峇株巴辖路南面和铁路的夹角位置，隔着峇株巴辖路北面有最早的警察局。1913年8月23日，罗臣保、罗湖泱、李凑及李顺等人申请兴建15个单位的店屋。不过在该店屋的东面临近铁路的地方，有一排更早的店屋，为1912年建造，尚未得知何人所建。:76
1915年6月20日，居銮获得柔佛苏丹批准以“Bandar Kluang”名字宪告成立，全区边长一英里，总面积为640依格，归新山县管辖。随着居銮火车站落成，以及峇株巴辖－居銮－丰盛港路的日益进展，道路两侧的土地越来越多被申请开发种植，人口急速增加，居銮也因此快速发展。峇株巴辖路于1917年4月通车，居銮也进入了蓬勃发展的阶段。柔佛政府曾在1917年考虑把居銮升格为镇。:77
柔佛政府在英籍参政司D. G. Campbell、公共工程师Glendenning和土地局官员J. W. Simmons的最早规划，是打算把居銮建设为一个交通枢纽中心。1915年，这三位政府官员由新山步行来到居銮，觉得居銮是一个理想的中心位置。1916年至1918年间，柔佛苏丹和议会曾考虑把柔佛首都由新山迁移至居銮。但在1918年时，柔佛苏丹和议会考虑了新山和新加坡在历史和经济上的联系，以及王宫与新山的距离，取消了该迁都计划。:76
1922年年初，丰盛港路（Mersing Road，又称毛申律）全部完工通车，当时的居銮市容已经相当热闹。在7月26日，柔佛政府宪告居銮由村（village）升格为镇（township），边界重新划定，仍归新山县所管辖。此时的居銮已成为了东西横贯公路和柔佛南北铁路的枢纽。:78
约莫在1916年前后，华人居民已在市集两旁兴建了砖石结构的两层并列店屋，形成了热闹的巴刹街，华人也称它为后街。1920年代后出现的明吉摩路和沿铁路干线兴建的依士迈街、火车头街及丰盛港路上段商店已逐渐“出道”。此后，1930年代出现的南峇街经典建筑、30年代中期出现的丰盛港路右边商店、40代初期出现的丰盛港路左边商店、50年代初期出现的丰盛港路中段商店、以及50年代中期出现的拿督张秀科街、东姑依士迈街以及隔邻的甲丹阿末街等商店建筑群，已大体完成了居銮早期市容的布局，延续至今。

### 1969年居銮水灾
1969年12月10日居銮遭大水灾严重破坏，市内多数地区被淹，灾情损失相当惨重。
|          | 1969年岁末，山城发生有史以来最大的水灾，许多地方都成为水乡泽国，南峇球场更成为一个超大的游泳池，中华二小的球场也成为一片汪洋。这一次水灾造成多人丧命，财务损失惨重。有关当局有鉴于此，过后将明吉摩河改直疏濬，减少河水的泛滥，也改变了市容。 |
| ——傅金粦 | |

随着明吉摩河上游和河道两岸的不断开发，造成河床日浅，河岸低洼地区经常遇雨成灾。1969年12月10日，居銮遭遇特大水灾。当时两日豪雨造成柔佛州多地水患，其中居銮灾情尤其惨重。居銮灾情最严重的地区是峇加三巴路、叶陶沙路、苏丹娜路和甘榜马来由一带。叶陶沙路木桥被洪水冲断，丰盛港路四英里处被水冲毁，峇株路四英里处路面陷落，导致居銮与外界的交通一度中断。水势涨至最高点时，明吉摩河边住屋水高八英尺至十英尺。洪水冲毁丰盛港路大桥旁的大水管，居銮市区因此制水，部分电流供应也被关闭。由于水灾突发时有不少灾区居民来不及逃生被困在木屋内，后来连同木屋被洪水冲走。此水灾是居銮经历开埠后最大的一场洪水浩劫，至少造成26人丧生。

## 地理
居銮位于柔佛州的中心，东临加亨，西临亚依淡，南临令金，北临巴罗。居銮最高点是南峇山，高510米。
居銮有一条南北流向的明吉摩河贯穿市中心，被视为是居銮的“母亲河”。居銮东部则有美兰黛河（Sungai Melantai），此外居銮附近还有两条森布隆河（Sungai Sembrong），分别为东向森布隆河和西向森布隆河。东向森布隆河有流经丰盛港路，河流出口在兴楼南中国海一侧；西向森布隆河有流经实里拉龙，河流出口在峇株巴辖马六甲海峡一侧。今天这两条森布隆河是分开的。1847年《印度群岛与东亚学报》创刊人J. R. Logan曾推测这两条森布隆河实际上是相通的。随着1879年马六甲参政司D. F. A. Hervey和1892年柔佛政府采矿工程师H. Lake的实地考察，他们发现这两条森布隆河实际上有共同的源头，是在名为新泊（Simpei）的沼泽地。美兰黛河的源头也在此，之后它向北流与明吉摩河汇合，再流入东向森布隆河。不过实际上因为源头处的河床过浅及倒下的树干阻隔，当年这两条森布隆河已经很难互通。现在这条连接峇株巴辖与兴楼的拉牵道（Jalan Penarikan）也早已不复存在。陈张文和进行田野调查后也无法找到新泊所在之地。
居銮地处丘陵区，适合种植橡胶和油棕。英殖民时期居銮的橡胶事业由牙直利，亚地种植（Asiatic Plantations），夏利顺（Harrisons & Crossfield）等英国种植集团把持。在1970年代，橡胶园逐渐被油棕取代。至今居銮周遭仍有不少橡胶和油棕园丘，如南邦园、明吉摩园、居銮园、梁站园、博摩园、冷莪园、文律园、泉和园、家古力也园、南洋园、永成园、利华德园、亚里亚园等。

## 气候
| 居銮                      | 居銮         | 居銮         | 居銮         | 居銮          | 居銮         | 居銮         | 居銮         | 居銮         | 居銮         | 居銮          | 居銮          | 居銮          | 居銮            |
| 月份                      | 1月          | 2月          | 3月          | 4月           | 5月          | 6月          | 7月          | 8月          | 9月          | 10月          | 11月          | 12月          | 全年            |
| ------------------------- | ------------ | ------------ | ------------ | ------------- | ------------ | ------------ | ------------ | ------------ | ------------ | ------------- | ------------- | ------------- | --------------- |
| 平均高温 °C（°F）         | 29.8 (85.6)  | 31.7 (89.1)  | 33.2 (91.8)  | 33.1 (91.6)   | 32.7 (90.9)  | 32.5 (90.5)  | 32.2 (90.0)  | 30.2 (86.4)  | 29.7 (85.5)  | 29.4 (84.9)   | 28.9 (84.0)   | 28.4 (83.1)   | 30.1 (86.2)     |
| 平均低温 °C（°F）         | 22.4 (72.3)  | 22.6 (72.7)  | 23.2 (73.8)  | 23.6 (74.5)   | 23.7 (74.7)  | 24.1 (75.4)  | 24.5 (76.1)  | 24.3 (75.7)  | 23.8 (74.8)  | 23.4 (74.1)   | 23.1 (73.6)   | 22.7 (72.9)   | 23.2 (73.8)     |
| 平均降雨量 mm（）         | 169.8 (6.69) | 166.4 (6.55) | 242.9 (9.56) | 260.2 (10.24) | 207.5 (8.17) | 126.3 (4.97) | 128.4 (5.06) | 157.8 (6.21) | 192.6 (7.58) | 254.2 (10.01) | 290.8 (11.45) | 291.4 (11.47) | 2,488.3 (97.96) |
| 平均降雨天数（≥ 1.0mm）   | 12           | 10           | 14           | 11            | 13           | 8            | 12           | 14           | 17           | 20            | 19            | 21            | 171             |
| 月均日照時數              | 185.0        | 194.8        | 205.6        | 198.2         | 206.8        | 198.6        | 194.0        | 201.7        | 188.4        | 163.8         | 161.5         | 161.2         | 2,259.6         |
| 来源：世界气象组织 联合国 |              |              |              |               |              |              |              |              |              |               |               |               |                 |

## 人口
居銮区人口结构比率（2020）
根据2020年马来西亚人口普查，居銮市共有235,715人，其中包括巫裔在内的土著为116,291人，华裔为75,766人，印裔为19,881人，其他族群为911人，以及非公民22,866人。

## 教育

### 小学
居銮市区共有27间小学，归属居銮县教育局管辖。其中，华文小学8所、国民小学16所、淡米尔小学2所，以及1所宗教小学。
| 类型       | 编号    | 中文名                   | 马来文名                    | 学生数量 （2020） | 坐标                                        |
| ---------- | ------- | ------------------------ | --------------------------- | ----------------- | ------------------------------------------- |
| 华文小学   | JBC2004 | 侨民华文小学             | SJK (C) Chiau Min           | 515               | 2°00′58″N 103°17′43″E / 2.0160°N 103.2954°E |
| 华文小学   | JBC2007 | 中英华文小学             | SJK (C) Chong Eng           | 420               | 2°02′00″N 103°19′09″E / 2.0332°N 103.3192°E |
| 华文小学   | JBC2008 | 中华华文小学一校         | SJK (C) Chong Hwa I         | 265               | 2°01′36″N 103°19′08″E / 2.0267°N 103.3189°E |
| 华文小学   | JBC2009 | 中华华文小学二校         | SJK (C) Chong Hwa 2         | 523               | 2°01′34″N 103°19′09″E / 2.0261°N 103.3192°E |
| 华文小学   | JBC2010 | 中华华文小学三校         | SJK (C) Chong Hwa 3         | 617               | 2°01′38″N 103°19′39″E / 2.0271°N 103.3275°E |
| 华文小学   | JBC2019 | 博爱华文小学             | SJK (C) Pa Yai              | 967               | 2°02′34″N 103°20′06″E / 2.0428°N 103.3351°E |
| 华文小学   | JBC2021 | 平民华文小学             | SJK (C) Ping Ming           | 760               | 2°01′06″N 103°19′32″E / 2.0183°N 103.3255°E |
| 华文小学   | JBC2030 | 实里拉龙华文小学         | SJK (C) Sri Lalang          | 191               | 1°59′24″N 103°15′12″E / 1.9899°N 103.2532°E |
| 国民小学   | JBA2018 | 居銮国民小学男校         | SK (L) Bandar Kluang        | 363               | 2°01′42″N 103°18′48″E / 2.0283°N 103.3133°E |
| 国民小学   | JBA2019 | 甘榜马来由国民小学       | SK Kampong Melayu           | 919               | 2°02′22″N 103°19′42″E / 2.0394°N 103.3282°E |
| 国民小学   | JBA2022 | 居銮国民小学女校         | SK (P) Bandar Kluang        | 335               | 2°01′44″N 103°18′54″E / 2.0289°N 103.3149°E |
| 国民小学   | JBA2023 | 实里拉龙国民小学         | SK Seri Lalang              | 305               | 1°58′43″N 103°14′55″E / 1.9786°N 103.2485°E |
| 国民小学   | JBA2024 | 斯里甘榜登雅国民小学     | SK Seri Kg Tengah           | 729               | 2°03′33″N 103°20′33″E / 2.0591°N 103.3425°E |
| 国民小学   | JBA2032 | 苏丹依布拉欣爵士国民小学 | SK Sultan Sir Ibrahim       | 151               | 2°03′00″N 103°20′55″E / 2.0500°N 103.3485°E |
| 国民小学   | JBA2044 | 大洋园国民小学           | SK Seri Intan               | 894               | 2°00′38″N 103°18′12″E / 2.0105°N 103.3032°E |
| 国民小学   | JBA2048 | 拿督赛再因阿沙合国民小学 | SK Dato' Syed Zain Alshahab | 679               | 2°03′08″N 103°20′43″E / 2.0522°N 103.3452°E |
| 国民小学   | JBA2050 | 阿都拉曼雅新国民小学     | SK Abdul Rahman Yassin      | 1,223             | 2°01′13″N 103°20′22″E / 2.0204°N 103.3394°E |
| 国民小学   | JBA2053 | T6国民小学               | SK Bandar T6                | 1,253             | 1°57′22″N 103°23′26″E / 1.9561°N 103.3905°E |
| 国民小学   | JBA2054 | 武吉东革国民小学         | SK Bukit Tongkat            | 271               | 1°56′36″N 103°27′46″E / 1.9434°N 103.4627°E |
| 国民小学   | JBA2055 | 斯里西銮园国民小学       | SK Seri Taman Kluang Barat  | 834               | 2°00′30″N 103°17′08″E / 2.0082°N 103.2855°E |
| 国民小学   | JBB2049 | 东姑马末国民小学一校     | SK Tunku Mahmood 1          | 716               | 2°01′40″N 103°18′48″E / 2.0278°N 103.3132°E |
| 国民小学   | JBB2050 | 东姑马末国民小学二校     | SK Tunku Mahmood 2          | 611               | 2°01′44″N 103°18′44″E / 2.0289°N 103.3122°E |
| 国民小学   | JBB2051 | 康文国民小学             | SK Canossian Convent        | 354               | 2°01′18″N 103°18′21″E / 2.0218°N 103.3058°E |
| 国民小学   | JBB2052 | 三英里国民小学           | SK Batu 3                   | 700               | 2°03′10″N 103°20′45″E / 2.0528°N 103.3457°E |
| 淡米尔小学 | JBD2044 | 哈芝马南路淡米尔小学     | SJK (T) Jalan Haji Manan    | 557               | 2°02′17″N 103°19′10″E / 2.0381°N 103.3194°E |
| 淡米尔小学 | JBD2045 | 明吉摩园丘淡米尔小学     | SJK (T) Ladang Mengkibol    | 117               | 2°00′33″N 103°17′52″E / 2.0092°N 103.2978°E |
| 宗教小学   | JCT2001 | 居銮综合宗教小学         | SRA Bersepadu Kluang        | 461               | 2°00′47″N 103°18′16″E / 2.0130°N 103.3044°E |

### 中学
居銮市区共有16所中学，归属居銮县教育局管辖。其中国民中学14所、宗教中学和技职学院各1所。
| 类型     | 编号    | 中文名                 | 马来文名                  | 学生数量 （2020） | 坐标                                        |
| -------- | ------- | ---------------------- | ------------------------- | ----------------- | ------------------------------------------- |
| 国民中学 | JEA2030 | 明吉摩国民中学         | SMK Jalan Mengkibol       | 1,129             | 1°59′52″N 103°19′28″E / 1.9978°N 103.3245°E |
| 国民中学 | JEA2031 | 敦胡先翁国民中学       | SMK Tun Hussein Onn       | 306               | 2°01′26″N 103°18′14″E / 2.0239°N 103.3038°E |
| 国民中学 | JEA2033 | 苏丹阿都加里尔国民中学 | SMK Sultan Abdul Jalil    | 1,280             | 2°03′04″N 103°20′48″E / 2.0510°N 103.3468°E |
| 国民中学 | JEA2036 | 西銮园国民中学         | SMK Taman Kluang Barat    | 580               | 2°00′41″N 103°17′29″E / 2.0114°N 103.2915°E |
| 国民中学 | JEA2038 | 大洋园国民中学         | SMK Seri Intan            | 710               | 2°01′05″N 103°18′14″E / 2.0180°N 103.3040°E |
| 国民中学 | JEA2039 | T6国民中学             | SMK Bandar T6             | 816               | 1°57′21″N 103°23′21″E / 1.9557°N 103.3892°E |
| 国民中学 | JEA2040 | 哥打丁宜路国民中学     | SMK Jalan Kota Tinggi     | 896               | 2°00′19″N 103°21′01″E / 2.0053°N 103.3504°E |
| 国民中学 | JEA2042 | 龙城卫星市国民中学     | SMK Taman Seri Kluang     | 774               | 2°01′42″N 103°17′49″E / 2.0282°N 103.2969°E |
| 国民中学 | JEA2046 | 森布隆理科中学         | SM Sains Sembrong         | 726               | 1°58′02″N 103°22′48″E / 1.9673°N 103.3801°E |
| 国民中学 | JEA2047 | 诗礼博达纳国民中学     | SMK Seri Perdana          | 886               | 2°03′27″N 103°18′43″E / 2.0574°N 103.3119°E |
| 国民中学 | JEB2037 | 居銮高级中学           | SMK Tinggi Kluang         | 840               | 2°01′48″N 103°18′56″E / 2.0300°N 103.3155°E |
| 国民中学 | JEB2038 | 居銮综合中学           | SMK Tengku Aris Bendahara | 1,438             | 2°03′08″N 103°20′54″E / 2.0521°N 103.3484°E |
| 国民中学 | JEB2039 | 康文国民中学           | SMK Canossian Convent     | 803               | 2°01′20″N 103°18′20″E / 2.0221°N 103.3055°E |
| 国民中学 | JEE2043 | 柔佛理科中学           | SM Sains Johor            | 457               | 2°00′56″N 103°18′39″E / 2.0156°N 103.3108°E |
| 宗教中学 | JFT2001 | 居銮阿拉伯宗教中学     | SMA Arabiah Kluang        | 377               | 2°01′55″N 103°19′33″E / 2.0320°N 103.3258°E |
| 技职学院 | JHA2001 | 居銮技职学院           | Kolej Vokasional Kluang   | 663               | 2°00′01″N 103°19′26″E / 2.0003°N 103.3239°E |

### 独立中学
居銮市区也有一所独立中学——居銮中华中学，于1918年创校。
| 中文名称 | 英文名称                     | 成立年份 | 坐標                                        |
| -------- | ---------------------------- | -------- | ------------------------------------------- |
| 中华独中 | Kluang Chong Hwa High School | 1918     | 2°01′38″N 103°19′34″E / 2.0272°N 103.3261°E |

## 经济
半岛马来西亚干线铁路与柔佛州东西海岸横贯公路在此交会，居銮座落在南峇山脚下，明基摩河由北往南穿城而过。全国20%的棕油厂集中于此；周围还有大片菠萝田和橡胶园。有机械与汽车修理装配厂，橡胶和木材加工厂，砖瓦、纺织厂及工艺制作等。商业繁盛。有农业及兽医研究所，附近有国立公共行政研究所。近来购物商场林立如地王广场和 Kluang Mall 等，市内还有一所独立中学（居銮中华中学），是全马来西亚60所独立中学之一。

## 交通
居銮火車站提供火車服務前往新山和吉隆坡等地。而火車站內的咖啡店是全馬來西亞最歷史悠久的火車站咖啡店。由1938年創立以來至2022年已有84年歷史。

## 购物广场
- 福联广场（Kluang Mall）
- 地王广场（Kluang Parade）
- 宜康省超市（Econsave）
- 永旺霸市（Aeon Big）
- 莲花超市 (Lotus's)
- 大吉超市 （Target Grand）

## 餐厅
- 摩达咖喱面
- 居銮火车站咖啡店
- 元记牛肉濑粉
- 阿福沙爹
- 中央鸡饭
- 豪华茶餐室
- 老井•说书人
- Cheese U
- 城市美食中心

## 著名人物

居銮中华中学在任最久校长陈诗圣

- 魏利煌（马来亚劳工党党员，也是著名医生，被称为“平民医生”，1996年逝世）
- 周忠信（民主行动党党员，也是现任柔佛州议会明吉摩州议员）
- 三美威鲁（国阵成员党国大党里在位最久的党主席，2022年逝世）
- 何国忠（马来西亚华人公会党员）
- 解元（演员）
- 黄锦树（台湾著名的马华作家、文学评论家）
- 陈诗圣（曾担任居銮中华中学校长，2013年车祸逝世）
- 廖伟强（曾担任居銮中华中学校长，2023年退休）
- 姚森良（曾担任居銮客家公会会长，2019年退休）
- 曾祥忠（曾担任居銮客家公会副会长，现任客家公会财政）
- 李瀚杰（YouTube频道BBK Network主持人、单口喜剧演员）

## 荣誉
- 2023年5月，根据大马城乡可持续发展指标网络（MURNInets）所研调的幸福指数，居銮获评选为2022年马来西亚十大最幸福的城镇之一，其指数高达99.93%[33][34][35]。然而由于居銮屋价和物价以及通货膨胀率在柔佛皆比其他县市高，这项幸福排名遭质疑[36]。

## 图库

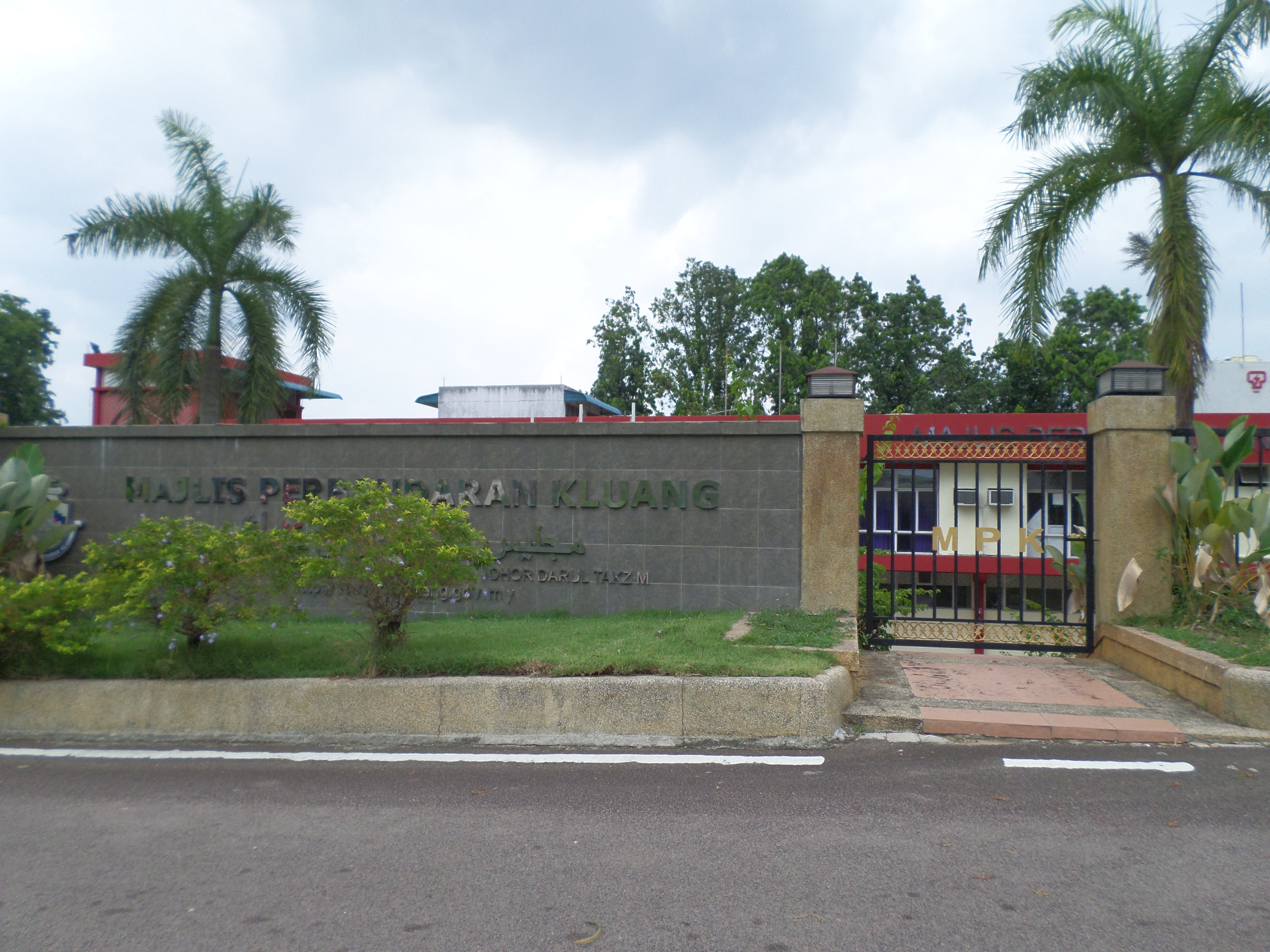
居銮市议会。
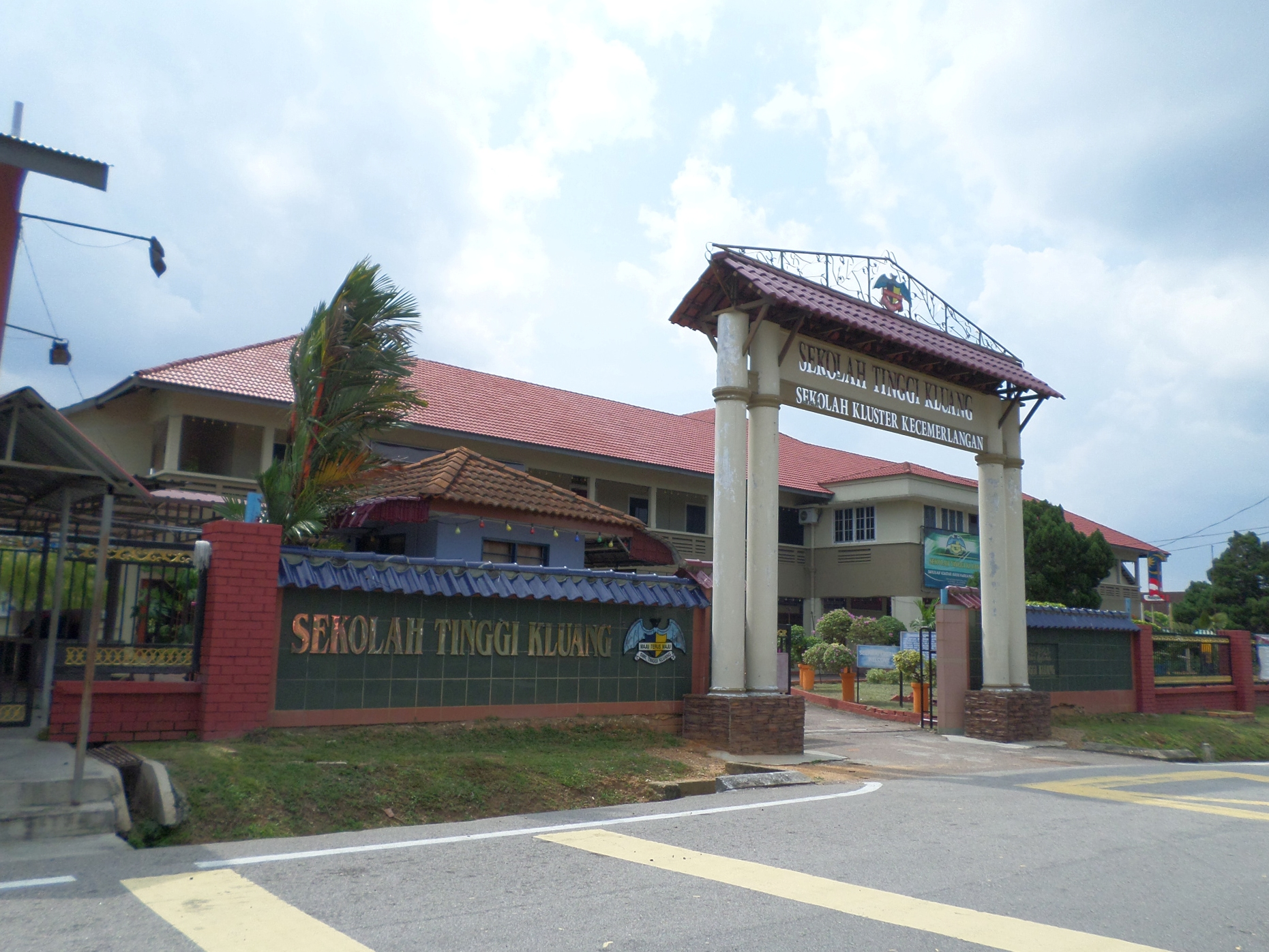
居銮高级中学。
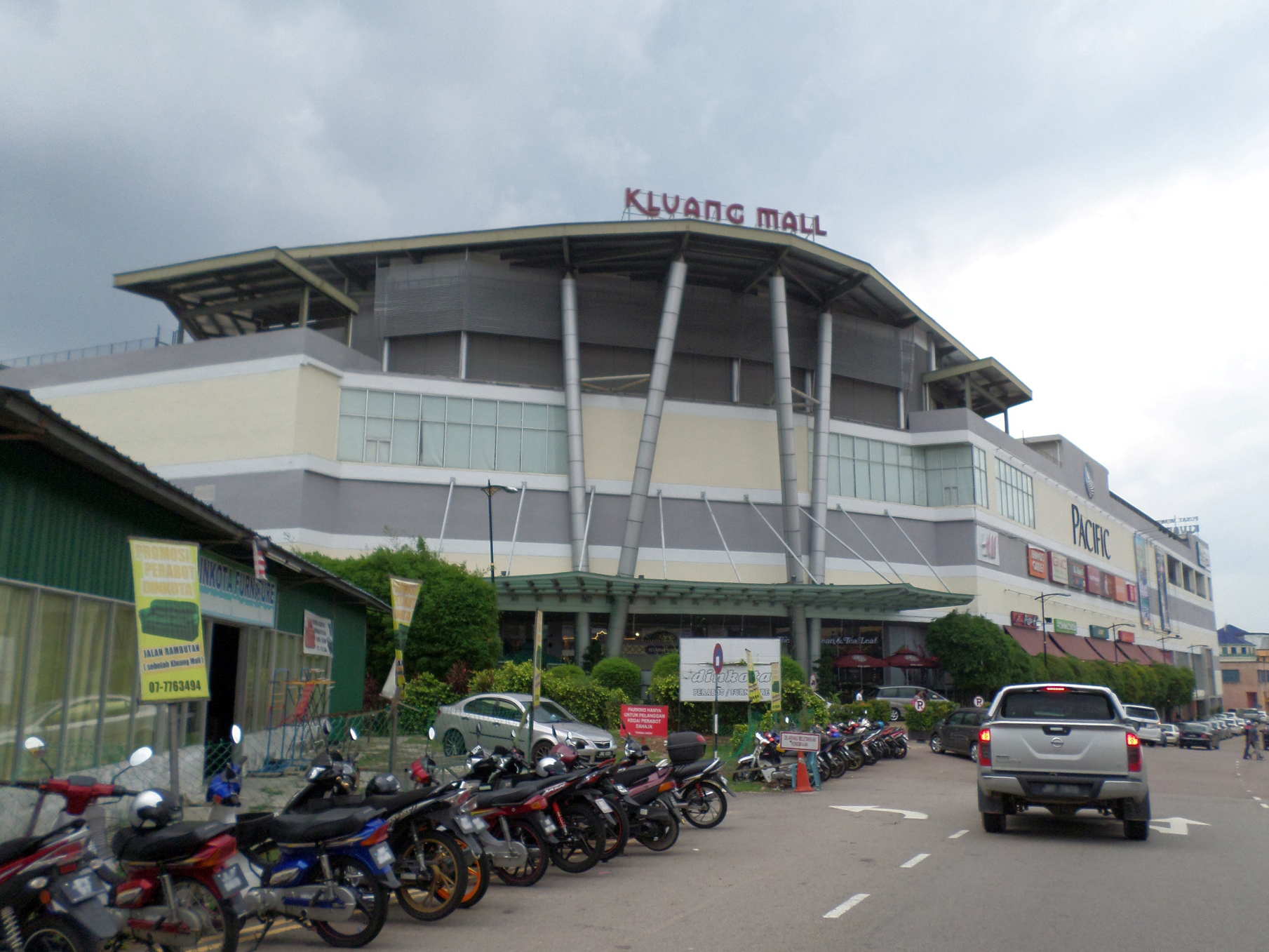
居銮福联广场。
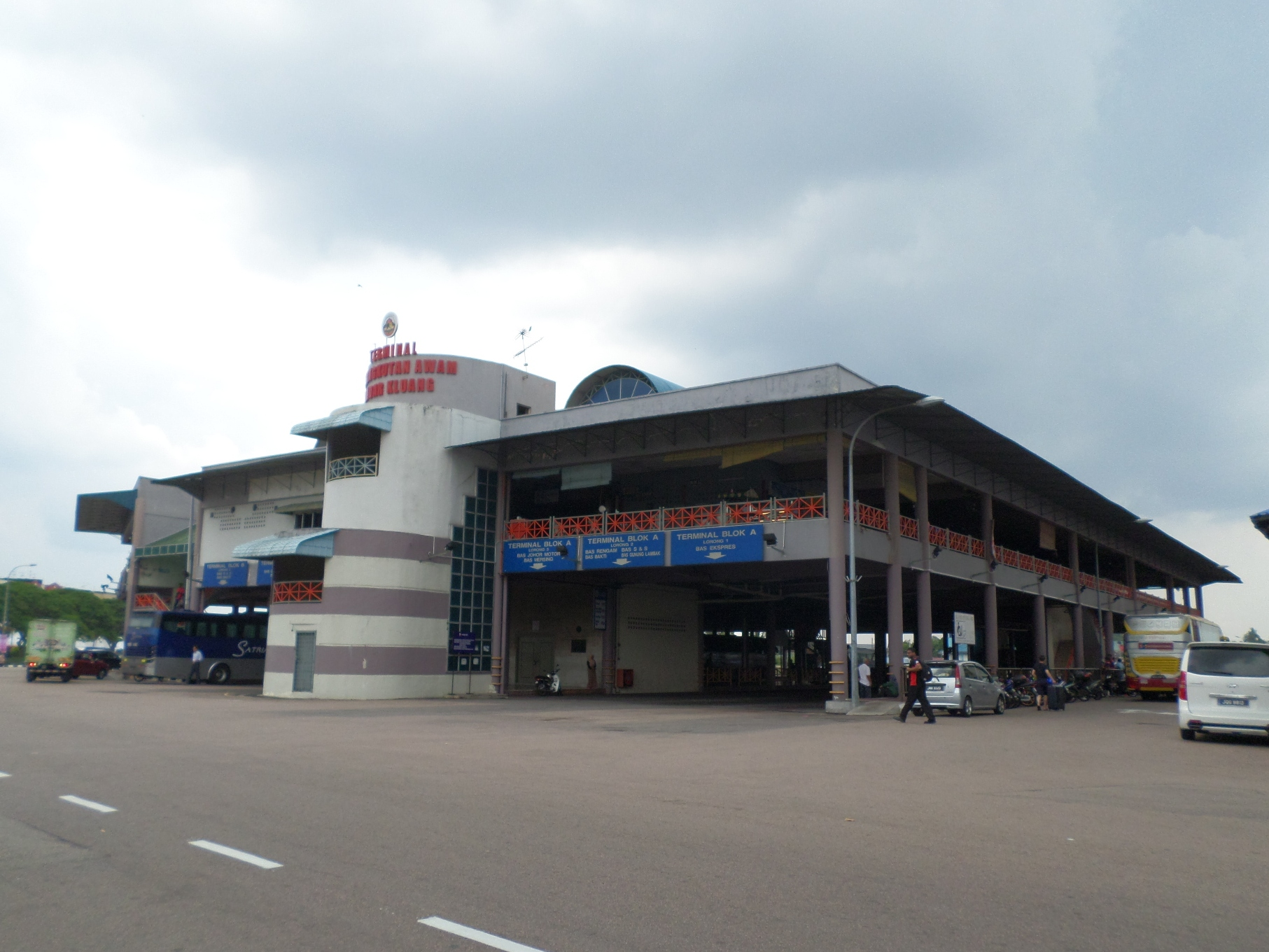
居銮巴士总站。
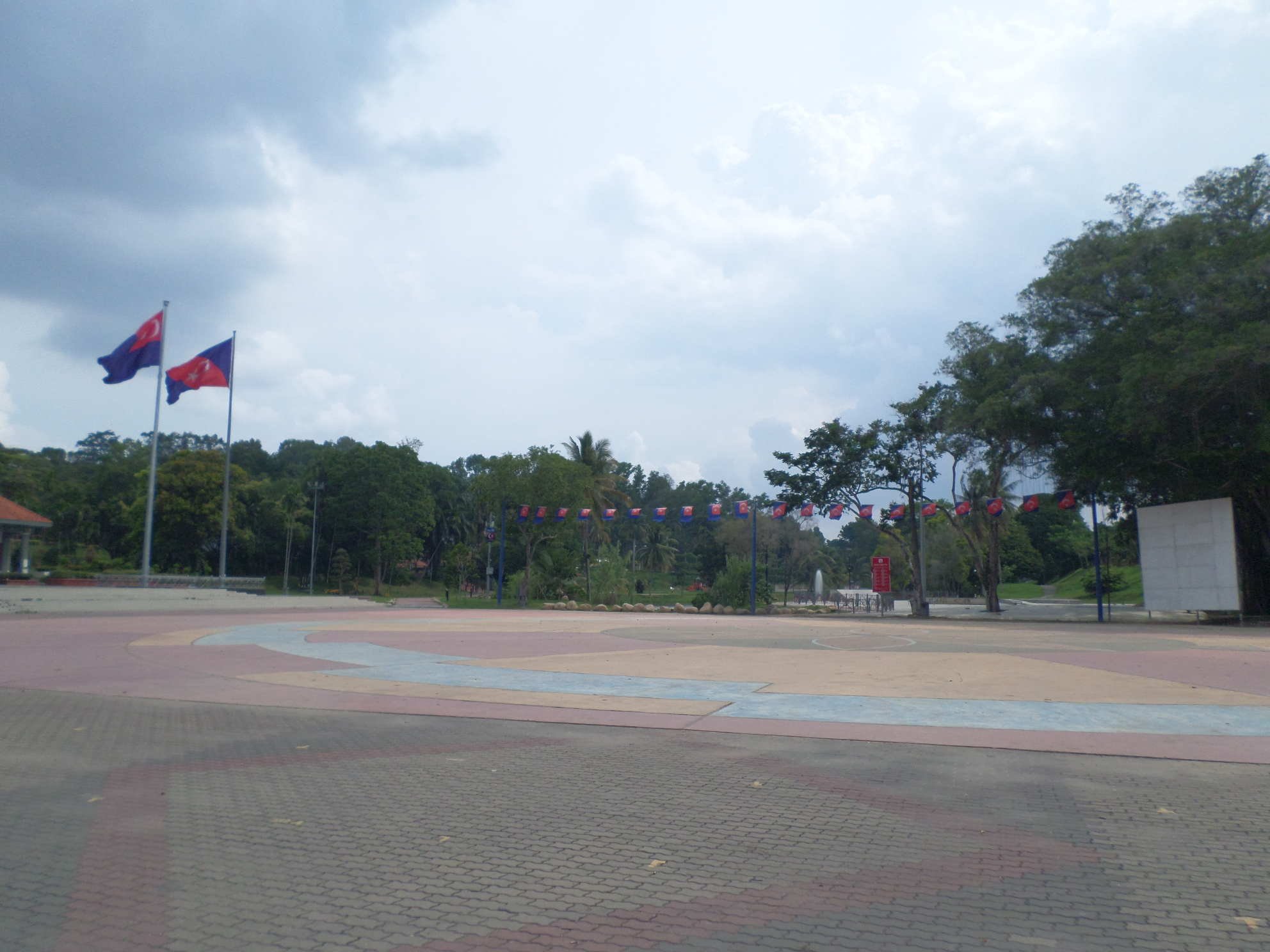
居銮湖滨公园广场。
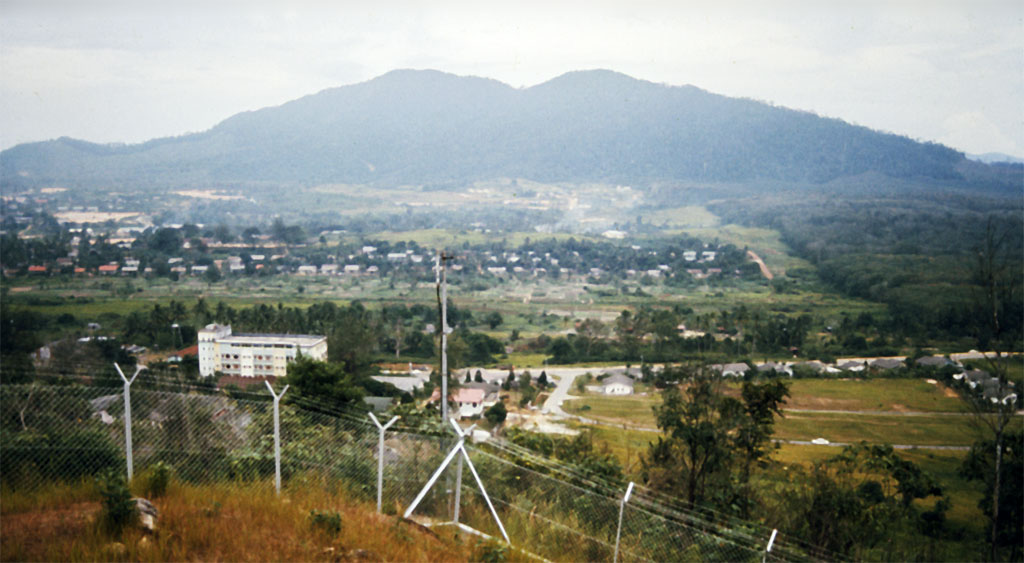
居銮南峇山。
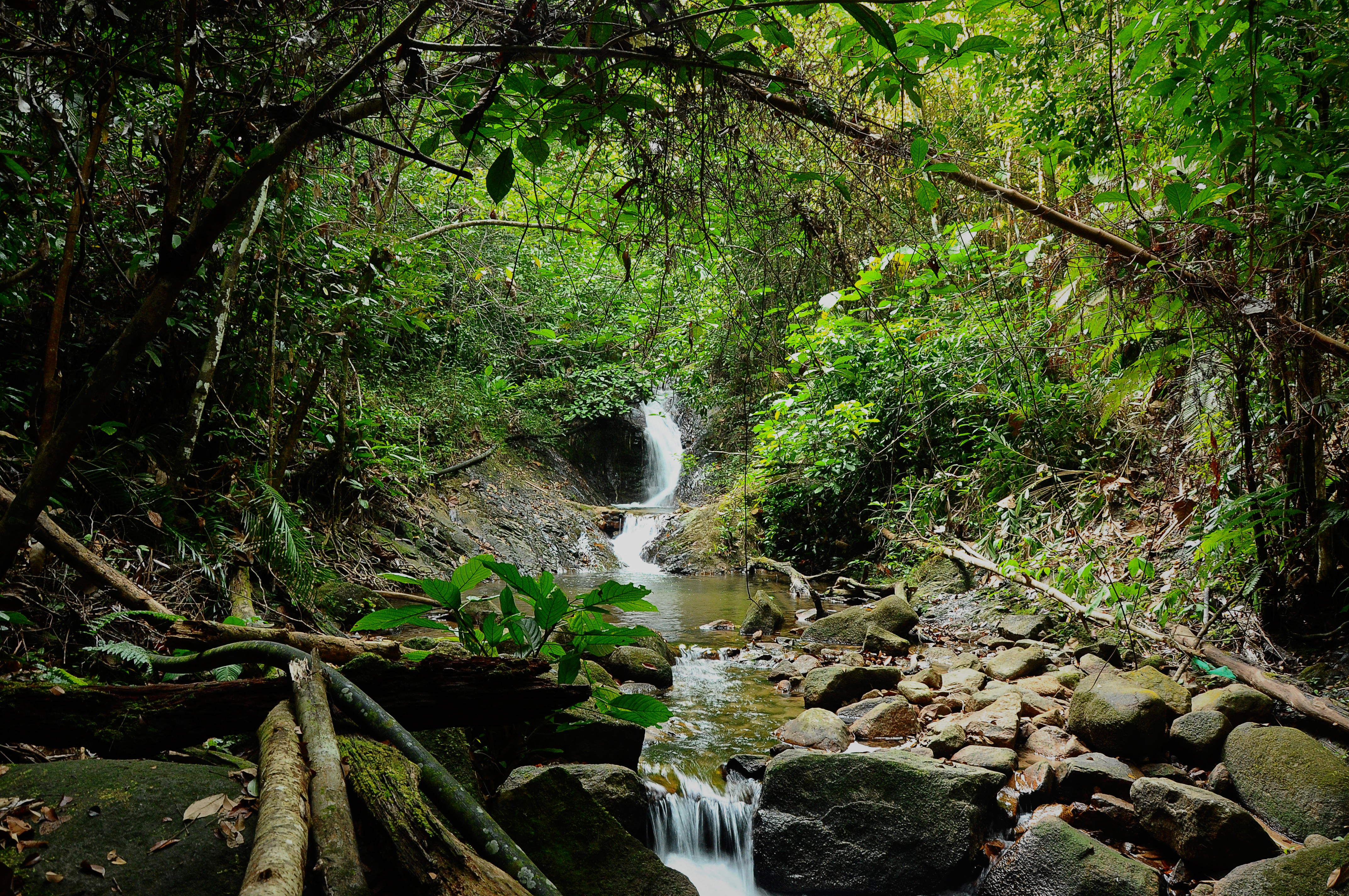
居銮勿卢木山瀑布。
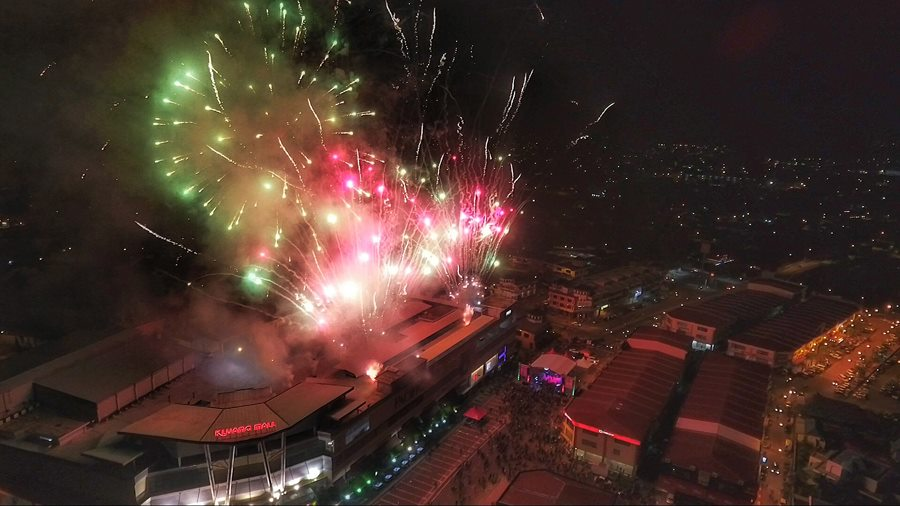
居銮福联广场燃放鞭炮。